# Savage Garden (manhwa)
Savage Garden (새비지 가든?, Saebiji gadeunLR) è un manhwa scritto e disegnato da Lee Hyeon-sook, pubblicato dal 25 novembre 2008 al 25 aprile 2011 dalla Daewon sulla rivista Issue.

## Trama
Nell'Inghilterra del diciannovesimo secolo, in piena età vittoriana, Gabriel è una ragazza orfana che nel corso della sua vita è stata vittima di una totale sfortuna e di numerose ingiustizie. La ragazza conosce Jeremy, figlio di un nobile decaduto, con cui fa rapidamente amicizia; quando il ragazzo muore, Gabriel si ritrova a dover fingere di essere Jeremy, venendo così ammessa in un prestigioso istituto maschile. La ragazza si ritrova così stretta fra i sensi di colpa per l'aver preso l'identità dell'amico e la sempre maggiore difficoltà nel celare la propria identità.

## Manhwa

### Volumi
| Nº | Data di prima pubblicazione | Data di prima pubblicazione | Data di prima pubblicazione | Data di prima pubblicazione |
| Nº | Coreano                     | Coreano                     | Italiano                    | Italiano                    |
| -- | --------------------------- | --------------------------- | --------------------------- | --------------------------- |
| 1  | 15 aprile 2009              | ISBN 978-89-252-4385-6      | 27 luglio 2013              | ISBN 978-88-67121-35-9      |
| 2  | 30 agosto 2009              | ISBN 978-89-252-4954-4      | 21 settembre 2013           | ISBN 978-88-67121-48-9      |
| 3  | 31 dicembre 2009            | ISBN 978-89-252-5408-1      | 17 maggio 2014              | ISBN 978-88-67121-78-6      |
| 4  | 15 aprile 2010              | ISBN 978-89-252-6076-1      | 12 luglio 2014              | ISBN 978-88-67122-48-6      |
| 5  | 31 agosto 2010              | ISBN 978-89-252-6651-0      | 17 settembre 2021           | ISBN 978-88-6712-270-7      |
| 6  | 20 dicembre 2010            | ISBN 978-89-252-7239-9      | 26 novembre 2021            | ISBN 978-88-6712-830-3      |
| 7  | 15 maggio 2011              | ISBN 978-89-252-7786-8      | 30 dicembre 2021            | ISBN 978-88-9284-245-8      |